# المسيحية في القرن السابع عشر

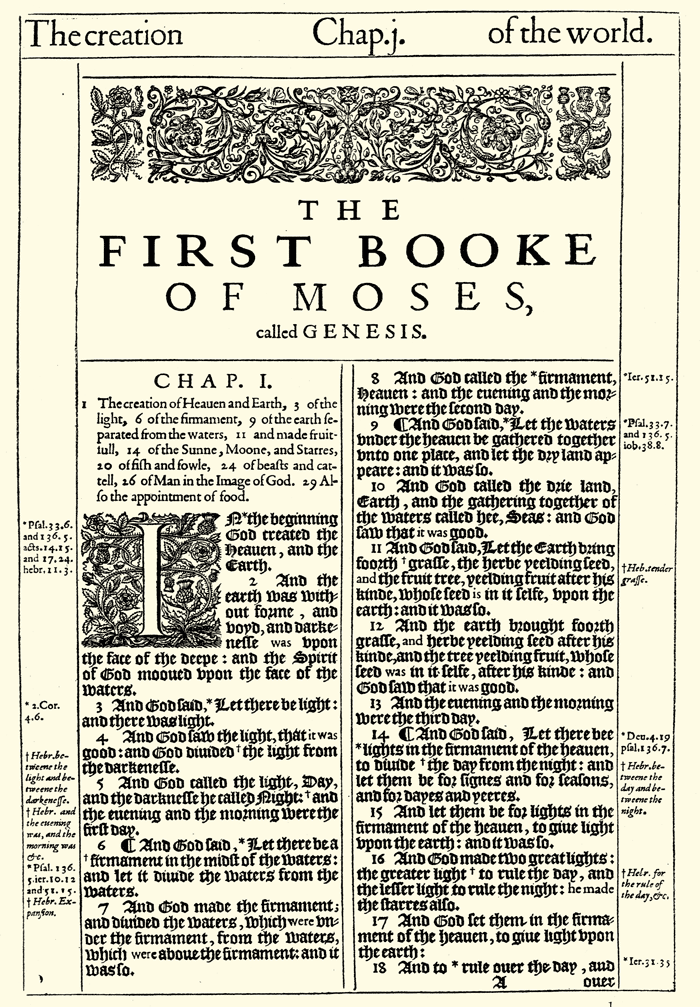
الصفحة الأولى من سفر التكوين من عام 1611 نسخة الملك جيمس.

في القرن السابع عشر، تزايد النشاط التبشيري في قارة آسيا والأمريكتين، ورسخ جذوره، ونمّا مؤسساته رغم مواجهته مقاومةً قوية في اليابان على وجه الأخص. بالتزامن مع ذلك، نجح الاستعمار المسيحي في بعض البلدان خارج أوروبا، مدفوعًا بحوافز اقتصادية ودينية. انخرط التجار المسيحيون بشكل واسع في تجارة العبيد عبر المحيط الأطلسي، والتي خلّفت أثرًا في نقل الأفارقة إلى المجتمعات المسيحية. تواصلت الحروب البرية بين المسيحية والإسلام، واتخذت شكل حملات شنّتها إمبراطورية هابسبورغ والإمبراطورية العثمانية في البلقان، وحصلت نقطة التحوّل الكبرى في معركة فيينا في العام 1683. توسعت روسيا القيصرية، ذات الديانة المسيحية الأرثوذكسية، توسعت شرقًا إلى سيبيريا وآسيا الوسطى، والمناطق التي تدين بالإسلام والشامانية، وإلى جنوب غرب أوكرانيا كذلك، حيث نشأت الكنائس الشرقية الكاثوليكية البابوية.
نُشرت أعمال كبيرة من الأدب المسيحي، لا سيما ذي الطابع المثير للجدل والألفيّ، بالإضافة إلى التاريخي منه والأكاديمي. اكتسب علم السيرة التقديسية أهمية أكبرَ بفضل أعمال البولانديين، ونضجت كتابة ومناقشات التاريخ الكنسي على يد الباحثين الكاثوليك مثل سيزاري بارونيو وجان مابيون، والبروتستانت منهم مثل ديفيد بلونديل الذين رسموا الخطوط العريضة لهاته العلوم. خلّف فن الباروك المسيحي والموسيقا المقتبسة من الأنواع الكنسية أثرًا مدهشًا وعميقًا على عوام الفنانين الذين يستخدمون التعبيرات والمواضيع غير الدينية. غالبًا ما عالج الشعر والمسرح موضوعاتٍ توراتية ودينية، على سبيل المثال، عمل جون ميلتون الفردوس المفقود.

## المواقف المتغيرة، على الجانبين البروتستانتي والكاثوليكي
في بداية القرن السابع عشر، عارض ملك إنجلترا جيمس السادس والأول سلطةَ عزل الحكام البابوية عبر سلسلة من الأعمال المثيرة للجدل، وأفضى اغتيال هنري الرابع ملك فرنسا إلى اهتمامٍ مضاعفٍ بالعقائد اللاهوتية ذات العلاقة بقتل الحاكم المستبد. تبنّى كلٌّ من هنري وجيمس، بوسائل مختلفة، سياساتٍ سلمية للتسامح الديني، كان الهدف النهائي منها هو رأب الصدع الذي سبّبه الإصلاح البروتستانتي. رغم الإمكانية الظاهرية للتقدم على هذا الأساس خلال هدنة الإثني عشر عامًا، فقد تغيّر المشهد تمامًا بعد العام 1620 بسبب الصراعات؛ وترك الوضع في غرب ووسط أوروبا بعد صلح وستفاليا حالة استقطاب حادة لكنها مستقرة بين الدول الإقليمية البروتستانتية والكاثوليكية، مع وجود أقليات دينية.
أنتجت النزاعات الدينية في فرنسا الكاثوليكية المتعقلة بالينسينية ودير بورت رويال سلسلة الرسائل المثيرة للجدل، الرسائل الإقليمية، والتي كتبها بليز باسكال. في تلك السلسلة، استهدف باسكال بنقده المناخ السائد للأخلاقيات اللاهوتية، وهو ما تخصصت فيه الرهبنة اليسوعية والمسلك الذي اتخذته كلية السوربون. انتقد باسكال الاحتيال الشرعي الذي وُظِّف في ذلك الزمن ضمن «قضايا الضمير»، ولا سيما العقائد المرتبطة بالرجحانية.
مع أواخر القرن السابع عشر، صوّر القاموس التاريخي والنقدي الذي وضعه بيير بايل المناقشات الدائرة آنذاك في جمهورية الآداب، والتي كانت بغالبها شبكة لا دينية ضمت باحثين وعلماء ناقشوا بالتفصيل المسائل الدينية والعلمية. حققت دعوة مؤيدي التسامح الديني الأعمّ –والخط المشكك بالعديد من المعتقدات التقليدية– نجاحًا متزايدًا في تغيير المواقف ضمن عدة مجالات (بما في ذلك فضح الكتّاب الزائفين، وتبديد أسطورة البابا جوان، والسحر، والشعوذة، والعقائد الألفيّة، والدعاية المتطرفة المعادية للكاثوليكية، والتسامح مع اليهود في المجتمعات).

### الخطاب السجالي والتوافقي
أدى الخلاف بين المسائل الكاثوليكية والبروتستانتية إلى ظهور العديد من المؤلفات السجالية والتي كُتبت باللغة اللاتينية للفت انتباه الرأي العام الدولي في أوساط المتعلمين، وكذلك باللغات المحلية. في ذلك المناخ الفكري الذي رافقه اعتقادٌ أن الرأي قابلٌ للنقاش، كان إنتاج الأعمال السجاليّة جزءًا من مسؤوليات الأساقفة، وغيرهم من كبار رجال الكنيسة، والأكاديميين (في الجامعات)، وطلبة اللاهوت (في الكليات الدينية)؛ وأُنشئت مؤسسات مثل كلية تشيلسي في لندن وكلية آراس في باريس بشكل صريح للتشجيع على ذلك النوع من الكتابات.
ثبتَ أنّ النقاشات الرئيسية بين البروتستانت والكاثوليك غير قابلة للحلّ، وأثارت القضايا اللاهوتية الانقسام ضمن البروتستانتية نفسها، وكان هناك أيضًا عودة إلى الخطاب التوافقي: ممثَلًا بالبحث عن السلام الديني. ومَال العالم اللاهوتي الكالفيني البارز ديفيد باريوس إلى تبنّي النهج القائم على التوفيق بين وجهات النظر. وأسهمت غيره من الشخصيات البارزة مثل ماركو أنطونيو دي دومينيس، وهوغو غروتيوس، وجون دوري بالدفع في هذا الاتجاه.

### الهرطقة وعلم الشياطين
كان إدوارد ويتمان هو آخر شخص يُعدم بالنار لاتهامه بالهرطقة في إنجلترا في العام 1612. وفي الواقع، بقي التشريع المتعلق بهذه العقوبة حتى العام 1677. وبعد ذلك، تعرّض المدانون بتهمة الهرطقة إلى الحرمان الكنسي في أسوأ الحالات. واستمرّ الدور الذي أدّته الاتهامات بالهرطقة في الحياة الفكرية، سواءً كانت التهمة متعلّقة بإحياء النقاشات من العصور القديمة المتأخرة كتلك المتصلة بالنظرية البيلاجيانية والآريوسية، أو تبنّي الآراء الأحدث مثل العقيدة التجديدية السوسنية في اللاهوت، أو نظرية مركزية الشمس في الفلسفة الطبيعية.
يُذكر أنه في الوقت الذي خفّت فيه حدّة الملاحقة القضائية للهرطقة، ازداد الاهتمام بعلم الشياطين في الكثير من البلدان الأوروبية. استمرّ النزاع في أوساط اللاهوتيين بخصوص الحجج المتشككة بوجود الشعوذة والاستحواذ الشيطاني حتى ثمانينيات القرن السابع عشر. لجأ توماس إدواردز في كتابه غانغراينا إلى استخدام إطارٍ يُساوي بين الهرطقة والاستحواذ الشيطاني ليلفتَ الانتباه إلى مجموعة من الآراء البروتستانتية الراديكالية في أربعينيات القرن السابع عشر.

### محاكمة غاليليو
في العام 1610، نشر غاليليو غاليلي كتابه رسالة فلكية، وقيّد فيها الملاحظات التي توصّل إليها باستخدام آلة المقراب الجديدة. أبانت تلك الاكتشافات وغيرها عن وجود صعوبات في فهم السماء والتي استمرت منذ العصور القديمة، وأيقظت الاهتمام بتعاليم مثل نظرية مركزية الشمس لنيكولاس كوبرنيكوس.
وردًا على ذلك، شدّد علماء مثل كوزيمو بوسكاليا أن نظرية حركة الأرض وثبات الشمس ليست سوى هرطقة، فهي تناقض بعض الروايات الواردة في الكتاب المقدس وفقًا للفهم السائد في ذلك الوقت. وصل دور غاليليو في الجدل الدائر حول اللاهوت، وعلم الفلك، والفلسفة إلى ذروته في محاكمته والحكم عليه في العام 1633 لاتهامه بالهرطقة.
غالبًا ما تُعتبر محاكمة جاليليو جاليلي –والكيفية التي خاض بها غاليليو صراعًا مع الكنيسة الرومانية الكاثوليكية بسبب دعمه للقول بمركزية الشمس– تُعتبر لحظة حاسمة في تاريخ العلاقة بين الدين والعلم.

## البروتستانتية
في بداية القرن السابع عشر سادت البروتستانتية في شمال أوروبا، في أقاليم في ألمانيا، والدول الاسكندنافية، وإنجلترا، واسكتلندا، وأجزاء من فرنسا، والبلدان المنخفضة، وسويسرا، ومملكة المجر، وبولندا. حصلت وقائع من القتال العنيف، والتي كانت في بعض الحالات استمرارًا للنزاعات الدينية في القرون السابقة، وخصوصًا في البلدان المنخفضة وبالاتينات الانتخابية (التي شهدت نشوب حرب الثلاثين عامًا). في أيرلندا، حدثت محاولة منظمة لتأسيس «مزارع» للمستوطنين البروتستانت في بلد يضمّ غالبية كاثوليكية، واتّسم القتال ذي الطابع الديني بشراسته في أربعينيات وثمانينيات القرن السابع عشر. في فرنسا، قُلّصت التسوية التي اقترحها مرسوم نانت في غير صالح السكان الهوغونوتيين، وأُبطِل المرسوم بكامله في العام 1685.
انقسمت أوروبا البروتستانتية بغالبها إلى مناطق سيطرة اللوثرية والإصلاحية (الكالفينية)، مع حفاظ كنيسة إنجلترا على موقف مستقل. لم تتكلّل الجهود المبذولة لتوحيد اللوثريين والكالفينيين بنجاح يُذكر؛ وبقي الطموح العالمي المسكوني للتغلب على الانشقاق الذي أحدثه الإصلاح البروتستانتي بقي نظريًا بشكل شبه كامل. تقرّبت كنيسة إنجلترا بقيادة ويليام لاود بشكلٍ جادّ مع شخصيات في الكنيسة الأرثوذكسية، لإيجاد أرضية مشتركة بينهما.